# Medetera stomias
Medetera stomias är en tvåvingeart som beskrevs av Daniel J. Bickel 1987. Medetera stomias ingår i släktet Medetera och familjen styltflugor.
Artens utbredningsområde är Nepal. Inga underarter finns listade i Catalogue of Life.